# Torre de Satareña
La torre de Satareña (en valenciano Torre de Satarenya) es una torre defensiva islámica que se encuentra en el municipio de Serra (Valencia).
Se trata de un bien de interés cultural con anotación ministerial R-I-51-0010993 de 5 de marzo de 2003.

## Localización
La Torre de Satareña se encuentra un altozano próximo al castillo de Serra, entre el mismo y la carretera de Náquera. El acceso se realiza en parte por el camino de Viñetes y el de la Torreta, pero el tramo final se hace campo a través.

## Historia
Se construyó entre los siglos VIII y XIII, en época islámica. Las torre de Satareña, la de la Ermita y la de Ría estaban vinculadas al castillo de Serra.

## Descripción
Es de planta cuadrada, con muros de unos seis metros de lado. Está construida con fábrica de tapial de mampostería y revestidos con una capa de mortero de cal del que quedan todavía restos a inicios del siglo XXI. La entrada se encontraba en la primera planta, de forma que se podía aislar del exterior. Se encuentra semiderruida, conservándose únicamente la planta inferior. Se aprecian grietas y desconchados en los muros que aún se conservan, encontrándose alrededor de la torre mampuestos procedentes del derrumbe de las plantas superiores de la torre.